# Саймон «Дінг» Арчер
Саймон «Дінг» Арчер (англ. Simon "Ding" Archer) — англійський музикант і продюсер із Манчестера. Нині він є учасником гуртів 1919, Red Lorry Yellow Lorry, Imperial Wax, а також раніше був учасником гурту The Fall, та співпрацював з PJ Harvey. Він є власником-оператором рекорд-студії 6DB Studios у Солфорді.

## Історія

### The Fall
Саймон «Дінг» Арчер приєднався до гурту The Fall у березні 2003 року, як бас-гітарист, замінивши Джима Воттса (Jim Watts). У квітні 2004 року він пішов з гурту і його замінив Стів Траффорд (Steve Trafford). В різні роки Арчер ще декілька разів співпрацював з гуртом The Fall, як бас-гітарист, бек-вокаліст, продюсер, інженер звукозапису.
Арчер брав участь у записі таких альбомів The Fall:
- мініальбом "The Real New Fall" (2003) — лише один трек;
- альбом "(We Wish You) A Protein Christmas" (2003);
- альбом "Theme from Sparta F.C. #2" (2004);
- альбом "Fall Heads Roll" (2005) — лише три треки;
- альбом "The Remainderer" (2013).

### PJ Harvey
У 2004 році відбулось турне PJ Harvey на підтримку альбому «Uh Huh Her». Концерти були записані наживо, відео концертів увійшло до документального/концертного фільму "Please Leave Quietly". Фільм знятий у стилі cinema-verite, він поєднує живі кадри з різних місць із кадрами за лаштунками та інтерв’ю.

### The Pixies
У 2014 році Арчер замінив Кіма Діла (Kim Deal) на бас-гітарі і брав участь у записі альбому гурту The Pixies, Indie Cindy (2014 рік).

## Інша робота
Арчер зіграв роль басиста Sex Pistols Глена Метлкока (Glen Matlcok) у фільмі Майкла Вінтерботтома (Michael Winterbottom) 2002 року «24 Hour Party People».